# Mittlerer Ring (Kempten)
Der Mittlere Ring oder Stadtring in Kempten (Allgäu) ist eine ringförmige Straßenverbindung, welche die Innenstadt vom Verkehr entlasten und die Stadtteile miteinander verbinden soll. Die Planungen für den Bau einer Ringstraße wurden bereits in den 1920er Jahren aufgenommen. Der Bau des Rings begann im Jahr 1962 und endete nach insgesamt 16 Bauabschnitten als Gesamtprojekt im Jahr 1995. Die einzelnen Abschnitte der Umgehungsstraße wurden nach den Politikern Konrad Adenauer, Theodor Heuss und Kurt Schumacher benannt. Das Stück zwischen Heuss- und Schumacherring bildet ein Teil der Bahnhofstraße.
Am Projekt waren vier Oberbürgermeister beteiligt: zunächst Otto Merkt, unter dem das erste Konzept entstand, dann August Fischer, der an der Detailplanung beteiligt war und die ersten Abschnitte erbauen ließ, danach Josef Höß, unter welchem der Ring fast fertiggestellt wurde, und dann Wolfgang Roßmann, in dessen Amtsperiode die Fertigstellung erfolgte. Bei dem Projekt handelte es sich um die größte Straßenbaumaßnahme der Stadt. Die Umgehungsstraße ist durchgehend vierspurig ausgebaut.

## Geschichte

### Ausgangslage
Bereits in den 1920er Jahren dachte der Baurat Maximilian Vicari über eine leistungsfähige Straße von 16 Metern Breite nach, die um die Stadt führen sollte. Dieser Ring sollte praktisch in allen Himmelsrichtungen bis auf den Süden außerhalb der engeren städtischen Bebauung verlaufen. Bürgermeister Otto Merkt kaufte im Laufe seiner Amtszeit die Grundstücke – ohne die Stadt zu verschulden – auf, um in der Zukunft den Bau zügig anzufangen. Der Ausbruch des Zweiten Weltkriegs verhinderte die Realisierung des Projektes.
In der Nachkriegszeit stieg die Zahl der privaten Kraftfahrzeuge schnell an: Waren 1948 in Kempten noch keine 2.000 Fahrzeuge registriert, stieg die Zahl bis 1960 knapp über 6.000. 1972 waren knapp 14.000 Kraftfahrzeuge angemeldet. Dazu kamen noch die auswärtigen Fahrzeuge. Die Bundesstraße 12 und die Bundesstraße 19 führten mitten durch die Altstadt: Die spätere Fußgängerzone Fischerstraße, die Burgstraße sowie die St.-Mang-Brücke über der Iller waren überfüllt und zukünftig kaum befahrbar gewesen. Vicaris Konzept wurde wieder aufgenommen; und dank Merkts Grundstückpolitik konnte der Bau ohne große Probleme und Verzögerungen angefangen werden.

### Bau

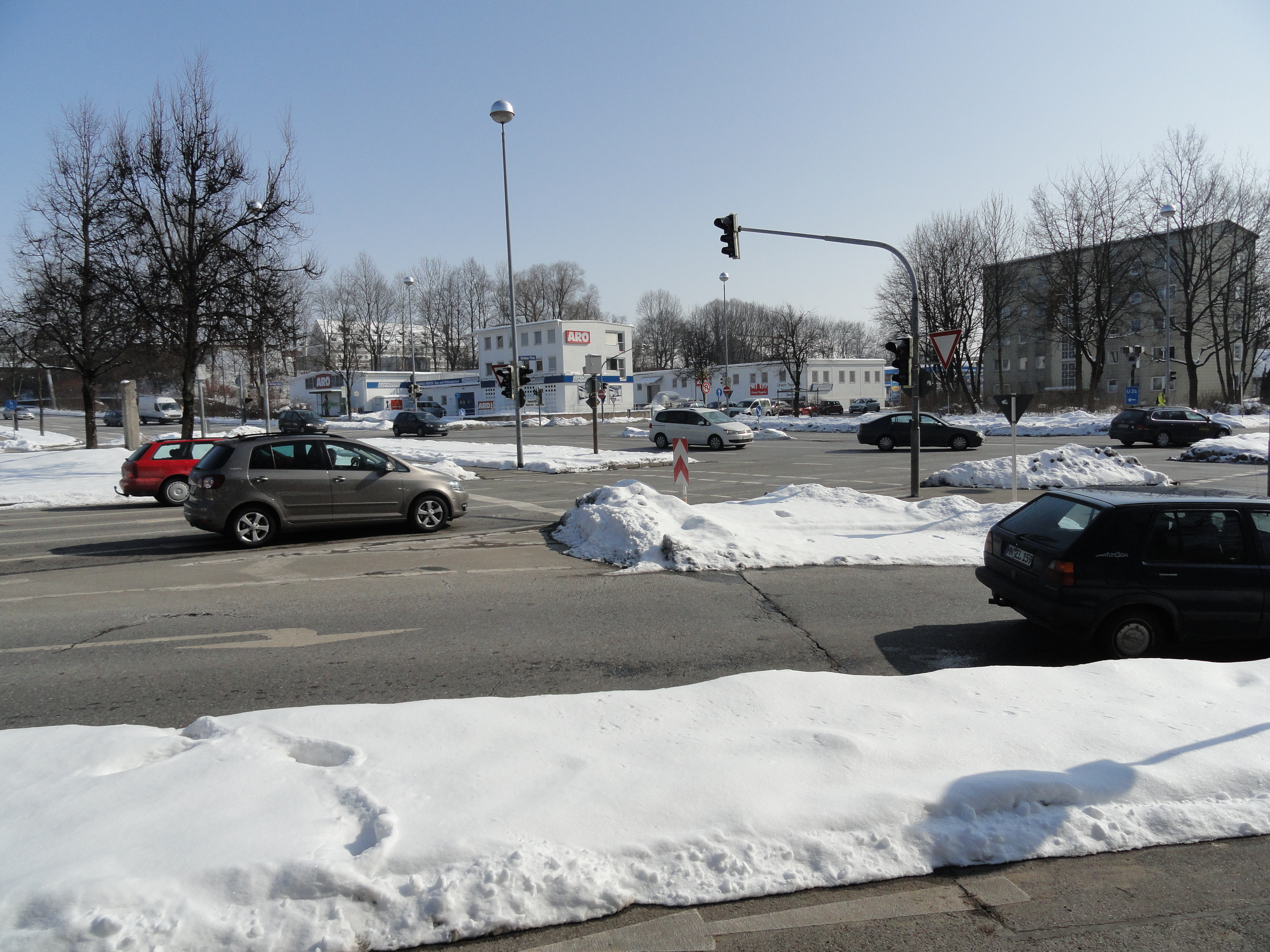
Der Berliner Platz

Der erste, etwa eintausend Meter lange, im Jahr 1962 fertiggestellte Abschnitt führte von der Lenzfrieder Straße (Engelhaldepark) zur heutigen Knussertstraße. Er wurde nur mit Mitteln der Stadt erbaut. Fünf Jahre später wurde der Berliner Platz gebaut, die größte Kreuzung in Kempten und der Verbindungspunkt zur Autobahn A7. Vom Berliner Platz sind es 681 Kilometer nach Berlin. Dieser Verkehrsknotenpunkt ist heute mit bis 65.000 Fahrzeugen am Tag belastet. Um dies zu mildern, wurde 2012 mit dem Bau der Nordspange begonnen, welche die Industriegebiete Ursulasried auf der rechten und Stiftsbleiche auf der linken Illerseite mit einer weiteren Brücke verbindet.
Zusätzlich entstand der Nordring mit der bereits von Vicari an diesem Standort geplanten Brücke. 1969/73 wurde wegen der Verlegung des Kemptener Hauptbahnhofs um etwa 1,2 Kilometer südlich die Bahnhofstraße ausgebaut. 1976 löste der Knotenpunkt Füssener Straße mit einer Brücke und zweiter Unterführung in den 1972 eingemeindeten Stadtteil Sankt Mang das Problem des täglichen Fahrzeugstaus an dieser Engstelle.
Bis 1970 führte der Fernverkehr über die relativ schmale, hölzerne König-Ludwig-Brücke, heute ein technisches Baudenkmal. Beim Ausbau des weiteren Streckenteils von der Füssener zur Kotterner Straße übernahm die Stadt Kempten die nördliche der beiden Stampfbetonbrücken von 1904 (Obere Illerbrücken) und baute die breite Brücke zu einem Teil des Stadtrings um. Der Bahnverkehr konnte auf die Brücke nach der Bahnhofsverlegung verzichten, da die weiter südlichere Brücke vollkommen ausreicht. In den Jahren 1983 und 1986 wurde die Lücke zwischen der Ringstraße im Süden und Südwesten geschlossen. 1993 und 1995 wurde das Projekt mit dem Ausbau der Knotenpunkte Lindauer und Oberstdorfer Straße abgeschlossen. Insgesamt kostete das Projekt 53 Millionen D-Mark, hiervon wurden von der Bundesrepublik Deutschland und dem Freistaat Bayern 40 Millionen Mark finanziert beziehungsweise bezuschusst.
Durch den Bau des Mittleren Rings wurde das Stadtzentrum vom Verkehr entscheidend entlastet.

## Äußerer Ring und Innerer Ring
Kempten hat keine Umgehungsstraße, die um das gesamte Siedlungsareal führt. Die Autobahn A7 führt an der Stadt vorbei und nimmt einen Teil des Fernverkehrs auf. Als Innerer Ring wird die Strecke Beethovenstraße–Freudenberg–Burgstraße–Illerstraße–Pfeilergraben–Residenzplatz–Salzstraße–(Rottachstraße–Madlenerstraße–Memminger Straße) gesehen. Als südliche Umgehung der Stadt gilt die Bundesstraße 12.